# 埃爾比斯坦

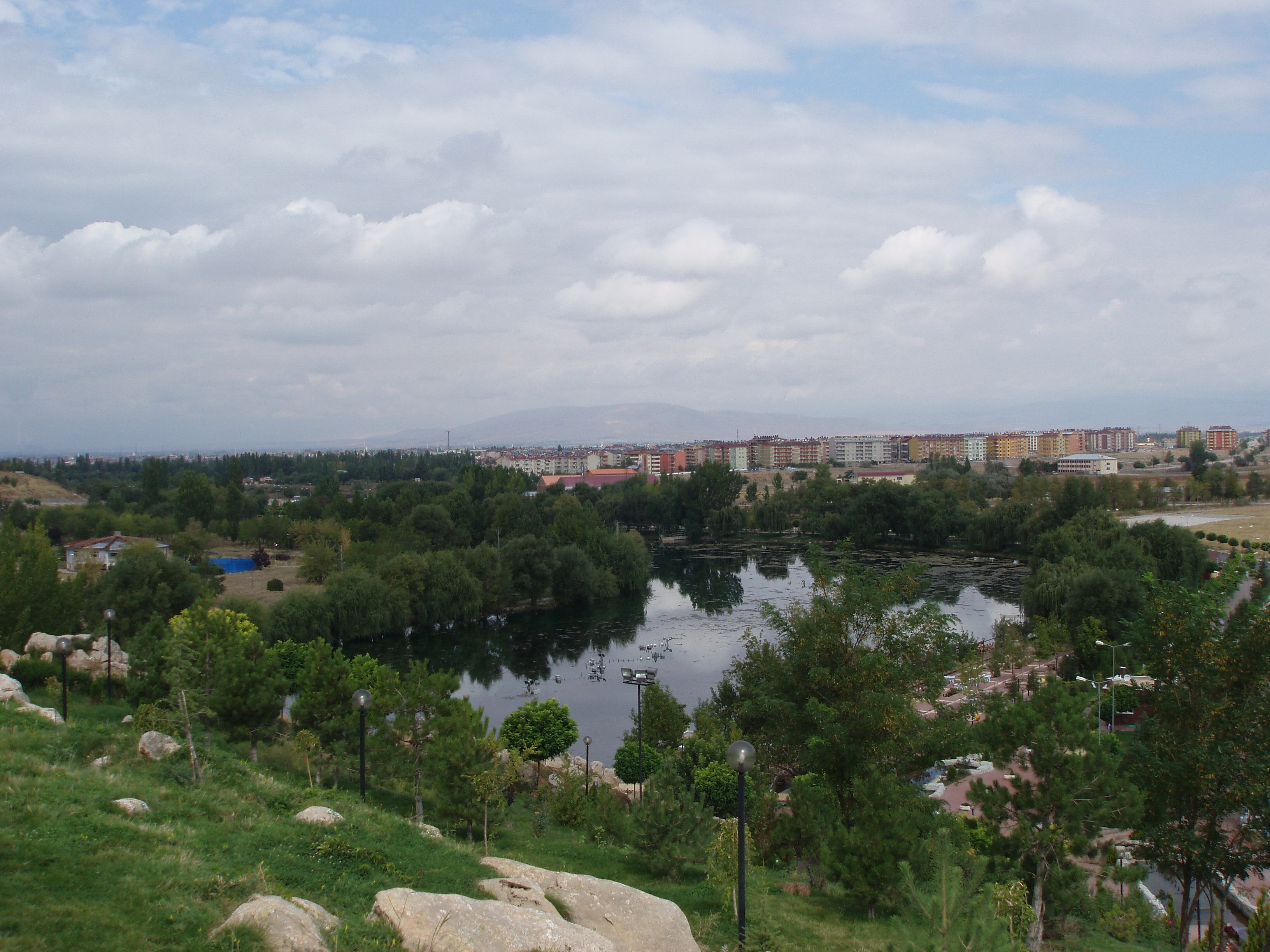
埃爾比斯坦一景

埃爾比斯坦是土耳其的城市，由卡赫拉曼馬拉什省負責管轄，位於該國南部，面積2,319平方公里，海拔高度1,150米，主要經濟活動是農業，2009年人口85,642。
38°12′N 37°11′E / 38.200°N 37.183°E